# Borboropactus vulcanicus
Borboropactus vulcanicus là một loài nhện trong họ Thomisidae.
Loài này thuộc chi Borboropactus. Borboropactus vulcanicus được Carl Ludwig Doleschall miêu tả năm 1859.